# (35432) 1998 BG9
1998 BG9 (asteroide 35432) é um asteroide Amor. Possui uma excentricidade de 0.54015756 e uma inclinação de 13.07235º.
Este asteroide foi descoberto no dia 24 de janeiro de 1998 por NEAT em Haleakala.